# Deolinda Rodrigues Francisco de Almeida
Deolinda Rodrigues Francisco de Almeida (nom de guerra «Langidila»; àlies «Mare de la Revolució»; Catete, 10 de febrer de 1939 – 1967) va ser una militant nacionalista, escriptora i traductora angolesa que també va exercí com a mestre, va escriure poesia i va treballar com a locutora de ràdio. Va néixer en una família metodista, i va rebre una beca per estudiar a Brasil. Rodrigues va ser membre del Moviment Popular per a l'Alliberament d'Angola (MPLA) i va ser cofundadora de la seva secció femenina, la Organização da Mulher de Angola. Va ser capturada, torturada i executada pel seu suport a la Guerra de la Independència d'Angola.

## Biografia
Rodrigues de Almeida va néixer a Catete el 10 de febrer de 1939. Els seus pares eren mestres d'escola i va tenir quatre germans. Es va mudar a Luanda on va viure amb el seu cosí, el poeta Agostinho Neto, qui més tard seria el primer President d'Angola. Encara que va ser educada a les escoles missioneres de l'Església Metodista i va aprendre a escriure i a traduir quan era petita, els anys 1950 va començar a qüestionar el paternalisme tant de l'Església com dels governants. El 1956, Rodrigues es va unir al Moviment Popular per a l'Alliberament d'Angola com a traductora. Mentre estudiava sociologia a la Universitat Metodista de São Paulo el 1959, va intercanviar correspondència amb Martin Luther King. Tement que podia ser extradida de Brasil per la relació de l'Imperi portuguès amb les seves colònies i el seu suport al creixent moviment per la independència d'Angola, Rodrigues de Almeida es va traslladar als Estats Units a l'any següent per estudiar a la Universitat Drew. No va acabar la carrera i va decidir deixar els Estats Units d'Amèrica tornant a Angola. El febrer de 1961 va ser reclutada per participar en l'atac del MPLA a la Fortalesa de São Miguel, guanyant-se el sobrenom de «Mare de la Revolució».
Rodrigues va viatjar a Guinea Bissau i a la República Democràtica del Congo on va ser cofundadora de la Organização da Mulher de Angola, la divisió femenina del MPLA. Va rebre entrenament militar com a guerrillera a Kabinda, i va unir-se a l'Esquadró Kamy. Va tornar a Angola el 1962. Com a líder revolucionària, va fer campanya pels drets humans a Angola i es va associar amb el Corpo Voluntário Angolano de Assistência aos Refugiados (CVAAR). El 1963, el govern va expulsar els líders del MPLA, que es van traslladar a Brazzaville. Els seus escrits en aquesta època mostren una creixent tendència cap al marxisme-leninisme i la consciència dolorosa que la seva condició de dona la feia invisible encara que era part de la direcció del moviment revolucionari.
Empès fora de Brazzaville, el MPLA es va traslladar a la frontera amb Cabinda el 1966, on la lluita es va intensificar al llarg de dos anys. Rodrigues de Almeida i altres quatre dones líders de l'OMA (Engracia dos Santos, Irene Cohen, Lucrecia Paim, i Teresa Afonso) van quedar atrapades i foren capturades pel grup guerriller União dos Povos d'Angola (UPA) (més tard, Front Nacional d'Alliberament d'Angola) el 2 de març de 1967. Van ser torturades i desmembrades vives. Deolinda va ser portada a Kinkuzu, on va ser executada a la presó.
El seu diari va ser publicat de manera pòstuma, el 2003, amb el títol Diário de um exilio sem regresso i les seves cartes i correspondència van ser publicades el 2004 amb el títol Cartas de Langidila e outros documentos. El 2010 es va començar a filmar un documental sobre la seva vida a Brasil, Angola i Moçambic, produït al llarg de quatre anys: Langidila—diário de um exílio sem regresso. Va ser estrenat el 2014 i relata la independència d'Angola des de la perspectiva de Rodrigues i els seus companys. El 2011, Marcia Hinds Gleckler, que va servir a l'Església Metodista els anys 50, va escriure una memòria online i un llibre titulat Dear Deolinda sobre l'època en què es van conèixer, i les seves reflexions sobre aquells temps.

## Obra
D'entre la seva producció literària es poden esmentar:
- Rodríguez, Deolinda. Diário de um exilio sem regresso (en portuguès).  Luanda, Angola: Editorial Nzila, 2003. ISBN 978-972-8-82314-6.
- Rodríguez, Deolinda. Cartas de Langidila e outros documentos (en kimbundu, portuguès).  Luanda, Angola: Editorial Nzila, 2004. ISBN 978-972-8-82378-8.